# Saut en longueur sans élan aux Jeux olympiques de 1900
Pour un article plus général, voir Athlétisme aux Jeux olympiques de 1900.
Navigation
Saint-Louis 1904
L'épreuve du saut en longueur sans élan aux Jeux olympiques de 1900 s'est déroulée le 16 juillet 1900 à la Croix-Catelan à Paris, en France. Elle est remportée par l'Américain Ray Ewry.